# Cruzada Norueguesa
A Cruzada Norueguesa, liderada pelo rei norueguês Sigurdo I, foi uma cruzada ou uma peregrinação (fontes diferentes) que durou de 1107 a 1111, no rescaldo da Primeira Cruzada. A Cruzada Norueguesa marca a primeira vez que um rei europeu foi pessoalmente à Terra Santa.

## A jornada para Jerusalém

### Da Noruega para a Inglaterra (1107-1108)
Sigurdo I e seus homens partiram da Noruega no outono de 1107 com 60 navios e talvez cerca de 5.000 homens. No outono ele chegou na Inglaterra, onde Henrique I era rei. Sigurdo I e seus homens permaneceram lá o inverno inteiro, até a primavera de 1108, quando voltaram a navegar para o oeste.

### Na Península Ibérica (1108-1109)
Depois de vários meses eles chegaram à cidade de Santiago de Compostela (Jakobsland) na Galiza (Galizuland), onde eles foram autorizados por um senhor local para ficar durante o inverno. No entanto, quando o inverno chegou, houve uma escassez de comida, o que fez com que o senhor se recusasse a vender comida e bens para os noruegueses. Sigurdo I então reuniu seu exército, atacou o castelo do senhor e pilharam o que puderam.
Na primavera eles continuaram ao longo da costa de Portugal, capturando oito navios Sarracenos no seu caminho, e então conquistaram um castelo em Sintra (provavelmente referindo-se a Colares, que fica mais perto do mar), depois continuaram para Lisboa, uma cidade "meio cristão e meio pagã", que estava na linha divisória entre cristãos e muçulmanos Ibéricos, e onde eles ganharam outra batalha. Em sua jornada saquearam a cidade de Alkasse (possivelmente uma referência a Al Qaşr), e então, a caminho do Mediterrâneo, perto do Estreito de Gibraltar (Norfasund), encontraram-se e derrotaram um esquadrão muçulmano.

### Nas Ilhas Baleares (1109)

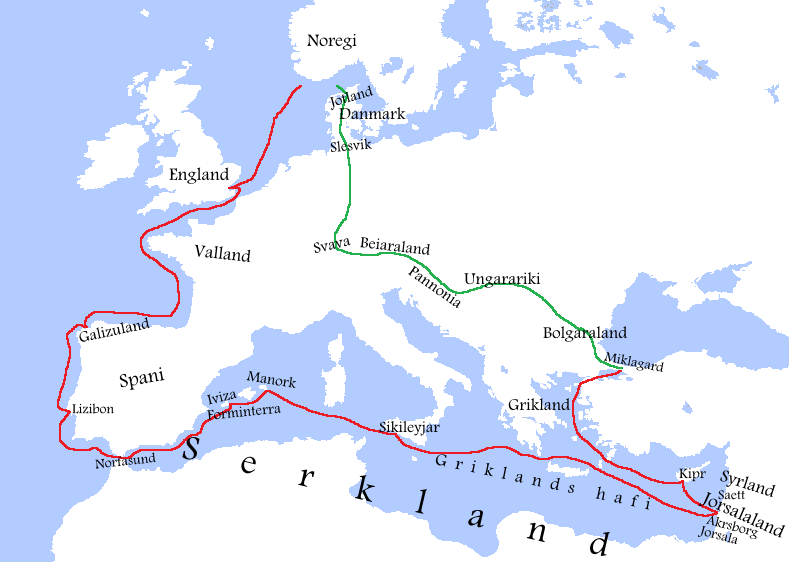
A rota tomada por Sigurdo I para Jerusalém e Constantinopla (linha vermelha) e de volta para a Noruega (linha verde) de acordo com Heimskringla. (Legenda em nórdico antigo.)

Depois de entrar no Mediterrâneo (Griklands hafi) eles navegaram ao longo da costa da terra dos sarracenos (Serkland) para as Ilhas Baleares. As Ilhas Baleares eram na época percebidas pelos cristãos como nada mais do que um refúgio pirata e um centro escravizador. Os ataques noruegueses também são os primeiros ataques cristãos registrados nas Ilhas Baleares Islâmicas (embora ataques menores certamente tenham ocorrido).
O primeiro lugar a que chegaram foi Formentera, onde encontraram um grande número de Blåmenn (homens azuis ou negros) e Serkir (sarracenos) que moravam em uma caverna. O curso da luta é o mais detalhado de toda a cruzada através de fontes escritas, e possivelmente pode ser o evento histórico mais notável na história da pequena ilha. Depois desta batalha, os noruegueses supostamente adquiriram os maiores tesouros que já haviam adquirido. Eles então atacaram com sucesso Ibiza e depois Minorca. Os noruegueses parecem ter evitado atacar a maior das Ilhas Baleares, Maiorca, provavelmente porque era na época o centro mais próspero e bem fortificado de um reino taifa independente. Contos de seu sucesso podem ter inspirado a conquista Catalã-Pisana das Ilhas Baleares em 1113–1115.

### Na Sicília (1109-1110)
Na primavera de 1109, chegaram à Sicília (Sikileyjar), onde foram recebidos pelo governante conde Rogério II, que tinha apenas 12 a 13 anos de idade na época.

### Reino de Jerusalém (1110)
No verão de 1110, eles finalmente chegaram ao porto de Acre (Akrsborg) (ou talvez em Jafa), e foram para Jerusalém (Jorsala), onde encontraram o rei cruzado Balduíno I. Eles foram calorosamente recebidos, e Balduíno I cavalgou junto com Sigurdo I até o rio Jordão, e de volta a Jerusalém.
Os noruegueses receberam muitos tesouros e relíquias, incluindo uma lasca da Cruz Verdadeira na qual Jesus supostamente havia sido crucificado. Isto foi dado sob a condição de que eles continuassem a promover o cristianismo e trazer a relíquia para o local do enterro do rei santo Olavo II da Noruega.

#### Cerco de Sídon (1110)
Mais tarde, Sigurdo I retornou aos seus navios em Acre, e quando Balduíno I estava indo para a cidade muçulmana de Sídon (Sætt) na Síria (Sýrland), Sigurdo I e seus homens o acompanharam no cerco. Um cerco que resultou na tomada da cidade e na criação do Senhorio de Sídon.

## A jornada de volta para a Noruega

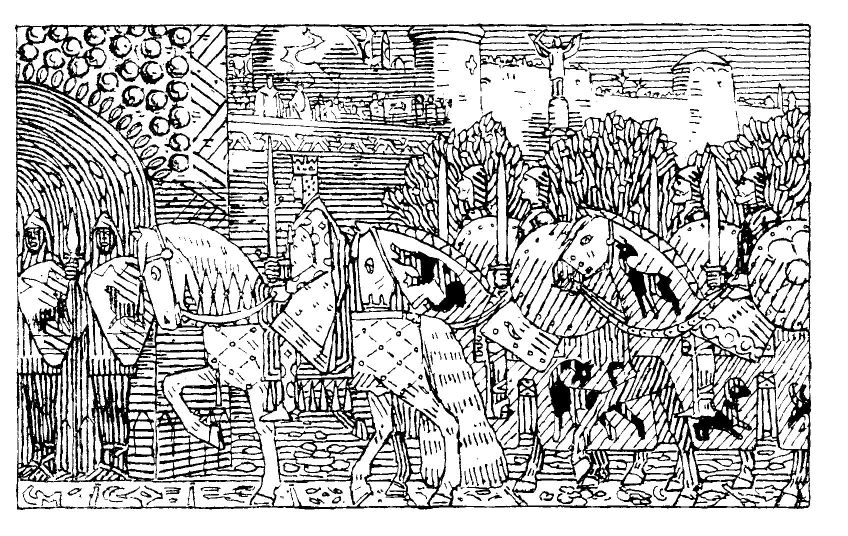
King Sigurd and his men ride into Miklagard (Rei Sigurdo I e seus homens andando em Miklagard) pintura de Gerhard Munthe.

Depois disso, Sigurdo I e seus homens navegaram para Constantinopla (Miklagard), onde Sigurdo I deixou todos os seus navios e valiosas figuras de proa, e muitos de seus homens, e então retornou para a Noruega por terra, chegando lá em 1111.

## Outras fontes
- Bergan, Halvor (2005) Kong Sigurds Jorsalferd. Den unge kongen som ble Norges helt (Norgesforlaget) ISBN 82-91986-75-4
- Morten, Øystein (2014) Jakten på Sigurd Jorsalfare (Spartacus) ISBN 9788243008441